# 8-й Южнокаролинский пехотный полк
8-й Южнокаролинский пехотный полк (8th South Carolina Infantry) представлял собой один из пехотных полков армии Конфедерации во время Гражданской войны в США. Он сражался в основном в составе Северовирджинской армии. Полк участвовал к первом сражении при Булл-Ран, во всех сражениях на востоке до Геттисберга, потом был переброшен на запад и сражался при Чикамоге, снова вернулся на восток и прошёл Оверлендскую кампанию, кампанию в долине Шенандоа, затем сражался в Южной Каролине и сдался вместе с Теннессийской армией 26 апреля 1865 года.

## Формирование
8-й Южнокаролинский пехотный полк (8th Regiment South Carolina Infantry) также был известен как 8-й южнокаролинский добровольческий (8th Regiment, South Carolina Volunteers). Он был сформирован 13 апреля 1861 в южнокаролинском Марионе в размере десяти рот.
- Рота A, кап. Хул, Дарлингтон[англ.]
- Рота B, кап. Хоу, Честерфилд[англ.]
- Рота C, кап. Койт, Честерфилд[англ.]
- Рота D, кап. Миллер, Честерфилд[англ.]
- Рота E, кап. Джей, Дарлингтон[англ.]
- Рота F, кап. Эванс, Дарлингтон[англ.]
- Рота G, кап. Харрингтон, Marlboro.
- Рота H, кап. Синглтери, Марион[англ.]
- Рота I, кап. Стакхауз, Марион[англ.]
- Рота K, кап. Макклеод, Marlboro.

Его первым командиром стал полковник Эллерб Богган Кроуфорд Кэш, подполковником — Джон Хэйнеган, майором — Томас Лукас.

## Боевой путь

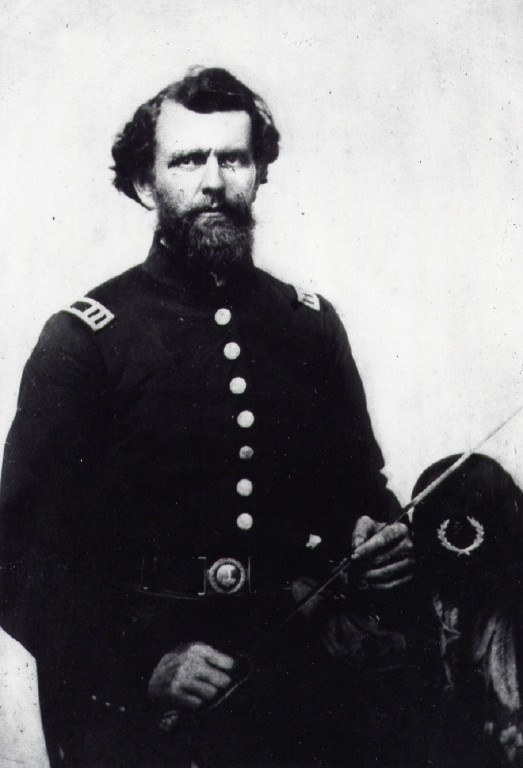
Экселла Хул

В апреле 1861 года полк был послан в Чарлстонскую гавань к форту Самтер, но прибыл туда 14 апреля уже после падения форта. В июне полк отправили в Северную Вирджинию и 20 июня включили в бригаду Милледжа Бонема. 21 июня полк принял участие в первом сражении при Булл-Ран, где было убито 5 человек, ранено 3 офицера и 29 рядовых.
В январе 1862 года генерал Бонем покинул армию, и бригаду возглавил Джозеф Кершоу. Полк был направлен на вирджинский полуостров и 14 мая был реорганизован. Теперь он насчитывал 276 человек в 12 ротах (добавились роты L и M). Полковник Кэш был снят с должности и на его место выбран подполковник Хейнеган. Капитан рота А, Эксела Хул, стал подполковником.
Полк принял участие в нескольких сражениях Семидневной битвы. В сражении при Малверн-Хилл он потерял 7 человек убитыми, 36 ранеными и 9 пропавшими без вести.
Бригада Кершоу не участвовала в Северовирджинской кампании, но присоединилась к армии в начале Мерилендской кампании и участвовала в осаде Харперс-Ферри, в частности, штурмовала Мерилендские высоты. В этом бою полк потерял 6 человек убитыми, 28 ранеными из 126 задействованных. Во время штурма капитан Харли поднял знамя полка и был ранен, тогда знамя поднял лично полковник Хейнеган, и тоже был ранен, но остался на поле боя и руководил атакой до её завершения. После боя Хейнеган сдал командование подполковнику Хулу.
Через несколько дней 8-й Южнокаролинский, сократившийся до 71 человека, принял участие в сражении при Энтитеме, где был брошен бой в составе последнего резерва, под командованием подполковника Хула. В этом бою было потерян 1 человек убитым, 17 ранено и 4 пропало без вести.
В декабре полк сражался под Фредериксбергом. Во время боёв за высоты Мари генерал Маклоуз велел Кершоу усилить бригаду Кобба, которая удерживала каменную стену и подножия высот, и Кершоу послал в бой 2-й южнокаролинский и 8-й южнокаролинский, которым в этот день командовал капитан Стакхауз. В бою у высот Мари полк потерял 2 человек убитыми и 29 ранеными